# Монтави
Монтави (пол. Mątawy) — село в Польщі, у гміні Нове Свецького повіту Куявсько-Поморського воєводства.
Населення — 374 особи (2011).
У 1975-1998 роках село належало до Бидгощського воєводства.

## Демографія
Демографічна структура станом на 31 березня 2011 року:
|          | Загалом | Допрацездатний вік | Працездатний вік | Постпрацездатний вік |
| -------- | ------- | ------------------ | ---------------- | -------------------- |
| Чоловіки | 183     | 35                 | 123              | 25                   |
| Жінки    | 191     | 46                 | 100              | 45                   |
| Разом    | 374     | 81                 | 223              | 70                   |